# Scybalocanthon maculatus
Scybalocanthon maculatus là một loài bọ cánh cứng trong họ Bọ hung (Scarabaeidae).